# ماوری راپانن
ماوری راپانن (فنلاندی: Mauri Röppänen؛ زادهٔ ۱۹ ژانویهٔ ۱۹۴۶) ورزشکار دوگانه و تیرانداز اهل فنلاند بود.